# Cudalbi
Cudalbi is een Roemeense gemeente in het district Galați.
Cudalbi telt 7966 inwoners.